# 반와현

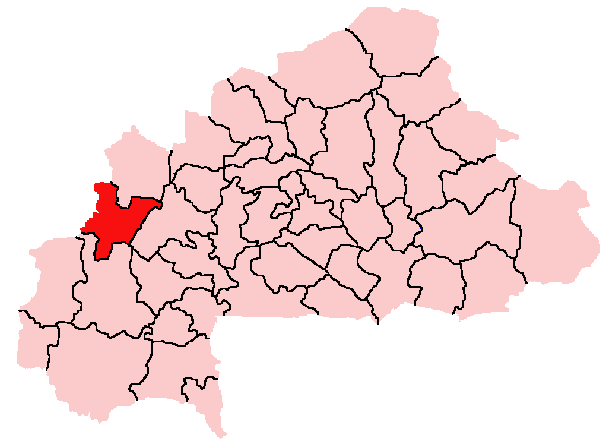
반와현의 위치

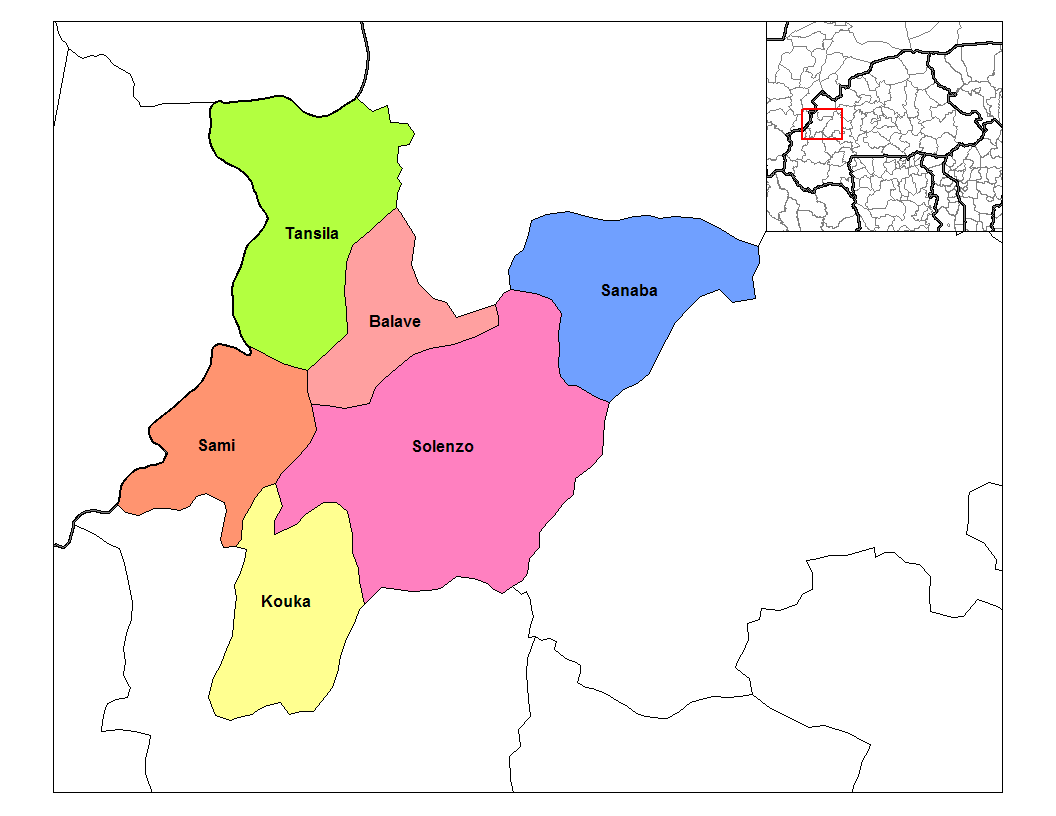
반와현의 행정 구역

반와현(프랑스어: Banwa)은 부르키나파소 부클뒤무운주에 위치한 현으로, 현도는 솔렌조이며 면적은 5,882km2, 인구는 345,749명(2019년 기준)이다. 6개 군(발라베군, 코우카군, 사미군, 사나바군, 솔렌조군, 탄실라군)을 관할한다. 주요 도시는 솔렌조, 코우카, 사나바, 탄실라, 발라베, 등이 있다.

## 교육
170개의 초등학교와 13개의 중학교를 가지고 있다.(2011년 기준)

## 의료
의사 3명과 간호사 87명이 있고 23개의 보건사회증진센터를 두었다.(2011년 기준)

## 인구 통계
320,963명이 촌에 살고 24,786명만이 도시에 산다. 남자 169,195명, 여자 176,554명이 살고 있다.

## 같이 보기
- 부르키나파소의 주
- 부르키나파소의 현